# Baikonur
Baikonur (kazahă Байқоңыр Bayqoñır, بايقوڭىر; în rusă Байконур) este un oraș din sudul Kazahstanului, situat în apropierea Cosmodromul Baikonur, aflat sub administrația Federației Ruse. Orașul Baikonur împreună cu Cosmodromul Baikonur formează complexul „Baikonur”, care este arendat de Kazahstan Rusiei până în anul 2050. Până pe 20 decembrie 1995 denumirea orașului a fost Leninsk, când președintele Federației Ruse, Boris Elțin l-a redenumit oficial în Baikonur.